# Miriam Oremans
Miriam Oremans (Berlicum, 9 settembre 1972) è un'ex tennista olandese.

## Biografia
Al torneo di Wimbledon 1993 - Singolare femminile raggiunse gli ottavi di finale arrendendosi poi a Jana Novotná.
Nel 1995 mancò la vittoria finale al doppio dell'Internationaux de Strasbourg esibendosi con Sabine Appelmans e si arrese in finale a Lindsay Davenport e Mary Joe Fernández. Nel ranking raggiunse la 38ª posizione il 12 agosto del 1996.
Giunse per due volte alla finale singolo all'Ordina Open, nel 1997 perse contro Ruxandra Dragomir e l'anno successivo contro Julie Halard-Decugis (2-6,4-6). Sempre nel 1998 vinse il doppio all'Open GDF Suez in coppia con Sabine Appelmans sconfiggendo Anna Kurnikova e Larisa Neiland con un punteggio di 1–6, 6–3, 7–6.
Al torneo di Wimbledon 1998 - Singolare femminile si ferma sempre al quarto turno contro Nataša Zvereva. Ai Giochi della XXVII Olimpiade vinse una medaglia d'argento insieme alla sua compagna Kristie Boogert; prese parte anche al torneo in singolare, ma non andò oltre il secondo turno.

## Statistiche

### Risultati in progressione
| Sigla | Risultato               |
| ----- | ----------------------- |
| V     | Vincitore               |
| F     | Finalista               |
| SF    | Semifinalista           |
| O     | Oro olimpico            |
| A     | Argento olimpico        |
| SF    | Bronzo olimpico         |
| QF    | Quarti di Finale        |
| 4T    | Quarto turno            |
| 3T    | Terzo turno             |
| 2T    | Secondo turno           |
| 1T    | Primo turno             |
| RR    | Round Robin             |
| LQ    | Turno di qualificazione |
| A     | Assente                 |
| ND    | Non disputato           |

| Legenda superfici    |
| -------------------- |
| Cemento              |
| Terra battuta        |
| Erba                 |
| Superficie variabile |

#### Singolare nei tornei del Grande Slam
| Torneo          | 1990 | 1991 | 1992 | 1993 | 1994 | 1995 | 1996 | 1997 | 1998 | 1999 | 2000 | 2001 | 2002 |
| --------------- | ---- | ---- | ---- | ---- | ---- | ---- | ---- | ---- | ---- | ---- | ---- | ---- | ---- |
| Australian Open | A    | 1T   | A    | 3T   | 1T   | 2T   | 1T   | 1T   | 2T   | 1T   | 3T   | 2T   | 1T   |
| Open di Francia | A    | A    | A    | 2T   | 3T   | 2T   | 3T   | 1T   | 2T   | 1T   | 2T   | 1T   | 1T   |
| Wimbledon       | A    | 1T   | 1T   | 4T   | 1T   | 3T   | 2T   | 1T   | 4T   | 1T   | 3T   | 1T   | 3T   |
| US Open         | 2T   | A    | A    | 1T   | 1T   | 1T   | 2T   | 3T   | 1T   | 1T   | 2T   | 2T   | 1T   |

#### Doppio nei tornei del Grande Slam
| Torneo          | 1990 | 1991 | 1992 | 1993 | 1994 | 1995 | 1996 | 1997 | 1998 | 1999 | 2000 | 2001 | 2002 |
| --------------- | ---- | ---- | ---- | ---- | ---- | ---- | ---- | ---- | ---- | ---- | ---- | ---- | ---- |
| Australian Open | A    | A    | A    | 2T   | A    | 1T   | 2T   | 2T   | 3T   | 3T   | 1T   | 3T   | 3T   |
| Open di Francia | A    | A    | 2T   | 2T   | 2T   | 1T   | 1T   | 1T   | 2T   | 1T   | 1T   | 1T   | 2T   |
| Wimbledon       | A    | A    | 1T   | 3T   | 1T   | 3T   | 2T   | SF   | 1T   | 1T   | QF   | 2T   | 2T   |
| US Open         | A    | A    | 2T   | 2T   | 2T   | 1T   | 2T   | 1T   | 1T   | 1T   | 1T   | 1T   | 2T   |

#### Doppio misto nei tornei del Grande Slam
| Torneo          | 1990 | 1991 | 1992 | 1993 | 1994 | 1995 | 1996 | 1997 | 1998 | 1999 | 2000 | 2001 | 2002 |
| --------------- | ---- | ---- | ---- | ---- | ---- | ---- | ---- | ---- | ---- | ---- | ---- | ---- | ---- |
| Australian Open | A    | A    | A    | A    | A    | 1T   | A    | 2T   | 1T   | QF   | 1T   | A    | 2T   |
| Open di Francia | A    | A    | 2T   | 1T   | A    | 2T   | 1T   | QF   | 2T   | 2T   | 2T   | A    | A    |
| Wimbledon       | A    | A    | F    | 2T   | 1T   | 1T   | 2T   | 1T   | 1T   | 2T   | 2T   | 3T   | 2T   |
| US Open         | A    | A    | A    | A    | A    | 2T   | A    | 1T   | 1T   | A    | A    | A    | A    |

## Vittorie contro giocatrici Top 10
| Stagione | 1994 | 1995 | 1996 | 1997 | 1998 | 1999 | Totale |
| Vittorie | 2    | 1    | 0    | 2    | 0    | 1    | 6      |

| #    | Giocatrice          | Ranking | Evento                           | Superficie    | Turno | Punteggio        | Rank. MOR |
| ---- | ------------------- | ------- | -------------------------------- | ------------- | ----- | ---------------- | --------- |
| 1994 |                     |         |                                  |               |       |                  |           |
| 1.   | Martina Navrátilová | 4       | Open di Francia, Parigi          | Terra rossa   | 1T    | 6-4, 6-4         | 54        |
| 2.   | Mary Pierce         | 5       | European Indoors, Zurigo         | Sintetico (i) | QF    | 6-4, 6(8)-7, 6-3 | 65        |
| 1995 |                     |         |                                  |               |       |                  |           |
| 3.   | Jana Novotná        | 7       | Brighton International, Brighton | Sintetico (i) | 2T    | 6-4, 6-0         | 48        |
| 1997 |                     |         |                                  |               |       |                  |           |
| 4.   | Anke Huber (1)      | 7       | Faber Grand Prix, Hannover       | Sintetico (i) | 2T    | 6-0, 5-7, 6-4    | 53        |
| 5.   | Anke Huber (2)      | 8       | Heineken Trophy, Rosmalen        | Erba          | SF    | 4-6, 6-4, rit.   | 78        |
| 1999 |                     |         |                                  |               |       |                  |           |
| 6.   | Nathalie Tauziat    | 10      | Faber Grand Prix, Hannover       | Sintetico (i) | 2T    | 6-4, 6-4         | 56        |